# Comunitat urbana Grand Paris Seine et Oise
La Comunitat urbana Grand Paris Seine et Oise (oficialment: Communauté urbaine Grand Paris Seine et Oise) és una Comunitat urbana del departament d'Yvelines, a la regió de l'Illa de França.
Creada al 2016, està formada per 73 municipis i la seu es troba a Aubergenville.

## Municipis
1. Achères
2. Les Alluets-le-Roi
3. Andrésy
4. Arnouville-lès-Mantes
5. Aubergenville
6. Auffreville-Brasseuil
7. Aulnay-sur-Mauldre
8. Boinville-en-Mantois
9. Bouafle
10. Breuil-Bois-Robert
11. Brueil-en-Vexin
12. Buchelay
13. Carrières-sous-Poissy
14. Chanteloup-les-Vignes
15. Chapet
16. Conflans-Sainte-Honorine
17. Drocourt
18. Ecquevilly
19. Épône
20. Évecquemont
21. La Falaise
22. Favrieux
23. Flacourt
24. Flins-sur-Seine
25. Follainville-Dennemont
26. Fontenay-Mauvoisin
27. Fontenay-Saint-Père
28. Gaillon-sur-Montcient
29. Gargenville
30. Goussonville
31. Guernes
32. Guerville
33. Guitrancourt
34. Hardricourt
35. Hargeville
36. Issou
37. Jambville
38. Jouy-Mauvoisin
39. Jumeauville
40. Juziers
41. Lainville-en-Vexin
42. Limay
43. Magnanville
44. Mantes-la-Jolie
45. Mantes-la-Ville
46. Médan
47. Méricourt
48. Meulan-en-Yvelines
49. Mézières-sur-Seine
50. Mézy-sur-Seine
51. Montalet-le-Bois
52. Morainvilliers
53. Mousseaux-sur-Seine
54. Les Mureaux
55. Nézel
56. Oinville-sur-Montcient
57. Orgeval
58. Perdreauville
59. Poissy
60. Porcheville
61. Rolleboise
62. Rosny-sur-Seine
63. Sailly
64. Saint-Martin-la-Garenne
65. Soindres
66. Le Tertre-Saint-Denis
67. Tessancourt-sur-Aubette
68. Triel-sur-Seine
69. Vaux-sur-Seine
70. Verneuil-sur-Seine
71. Vernouillet
72. Vert
73. Villennes-sur-Seine